# Serdar Anıl Depe
Serdar Anıl Depe, né le 20 février 1998, est un coureur cycliste turc. Il participe à des compétitions sur route et en VTT,.

## Biographie
En 2021, Serdar Anıl Depe termine quatrième du championnat de Turquie du contre-la-montre. Il représente également son pays aux championnats du monde de VTT. L'année suivante, il intègre l'équipe continentale Sakarya BB. Toujours actif en VTT, il participe aux championnats d'Europe, où il se classe cinquantième du cross-country. 
En 2023, il rejoint la structure Spor Toto. Bon grimpeur, il se distingue dans des compétitions turques inscrites au calendrier de l'UCI en obtenant une victoire et diverses places d'honneur. Il s'impose par ailleurs sur le prologue du Tour de Sakarya en mai 2024. 

## Palmarès sur route

### Par année
- 2023
  - 4e étape du 100th Anniversary Tour of The Republic
- 2024
  - Prologue du Tour de Sakarya
  - 2e du GP Apollon Temple

### Classements mondiaux
| Année                                 | 2021  | 2022 | 2023  | 2024 |
| ------------------------------------- | ----- | ---- | ----- | ---- |
| Classement mondial                    | 2123e | nc   | 1374e | 745e |
| UCI Europe Tour                       | 1441e | nc   | 927e  | nc   |
|                                       |       |      |       |      |
| Légende : nc = non classéSource : UCI |       |      |       |      |